# 東德熱氣球逃亡
东德热气球逃亡指的是1979年的两个東德家庭共8名成员乘坐自制的热气球越过边境成功前往西德。1979年9月16日上午大约2:00，兩個家庭乘坐熱氣球逃亡。兩個家庭早在逃亡前的一年6個月就已開始策劃此次行動。事件于2018年被改编成德国电影《奇蹟熱氣球》。